# Heinrich von Mering
Heinrich von Mering (* 1620 in Köln; † 4. April 1700 in Köln) war Domherr in Köln.
Nach einem Studium am Collegium Germanicum in Rom und 1655 an der Universität Köln zum Dr. jur. promoviert, wurde er am 16. September 1658 Domherr in Köln. Seit dem 30. Juni 1661 auch Kanoniker an St. Ursula (Köln), erlangte Mering später zudem die Propstei St. Gertrud zu Augsburg.
Erzbischof Maximilian Heinrich von Bayern schätzte ihn als juristischen Berater und machte ihn zum Präsidenten des Hofgerichtes. Seine Diplomatische Tätigkeit begann als Begleiter des Nuntius Fabio Chigi zum Westfälischen Kongress und die französischen Diplomaten der 1670er und 1680er Jahre schätzten ihn als einen guten Mann, der zugleich das trinkfesteste Mitglied des Kölner Domkapitels sei. Kirchlich war er Urheber und Leiter der Diözesansynode des Jahres 1662.
Mering galt als Freund des Wilhelm Egon von Fürstenberg, der der verlängerte Arm des Königs von Frankreich in Deutschland war. Als dieser im Februar 1674 durch den Deutschen Kaiser entführt wurde, fühlte er sich so bedroht, dass er die Bevollmächtigten des französischen Königs bat, ihn in ihrem Hause aufzunehmen. Bereits seit längerem mit einer französischen Pension von 400 Talern ausgestattet, wählte er 1688 Fürstenberg zum Erzbischof und verkündete anschließend die Wahl im Hochchor des Kölner Domes. Dies war ein offener Bruch mit Kaiser und Reich. So musste er mit den übrigen Anhängern Fürstenbergs im April 1689 nach Straßburg flüchten, knüpfte jedoch schon bald Verhandlungen mit dem kurkölnischen Premierminister Johann Friedrich Karg von Bebenburg an. So konnte er in den ersten Tagen des Septembers 1689 bereits wieder nach Köln zurückkehren, wo er nun aber nicht mehr hervortrat.
Im Dezember 1698 verzichtete er zugunsten seines Neffen Heinrich Friedrich von Mering auf sein Domkanonikat.